# José Manuel Moreno
José Manuel Moreno Fernández (Buenos Aires; 3 de agosto de 1916-Merlo; 26 de agosto de 1978), apodado el Charro, fue un futbolista argentino, que se desempeñó como delantero. Es considerado como uno de los mejores jugadores en la historia del fútbol argentino.
La IFFHS lo ubica como el quinto mejor jugador sudamericano del siglo XX (solo superado por Pelé, Diego Maradona, Alfredo Di Stéfano y Garrincha), y como el 25º mejor jugador del mundo del siglo XX. Cuenta Maradona en su libro Yo soy el Diego que "cuando la AFA me eligió como mejor futbolista argentino de todos los tiempos estaba fascinado, pero a la vez me daba vergüenza dejar atrás a nombres como Moreno".
Durante su etapa en River Plate, formó parte de la célebre delantera conocida como La Máquina. Desde 1935 a 1948, obtuvo cuatro Copas Aldao (1936, 1937, 1941 y 1947) y diez títulos nacionales, entre los que se destacan seis campeonatos de liga.
Fue el primer jugador en ser campeón de liga nacional en cuatro países distintos: en Argentina con River, con el Club España en México (1945), Universidad Católica en Chile (1949) e Independiente Medellín en Colombia (1955 y 1957). Con viente títulos oficiales ganados en su carrera profesional, puede ser considerado como uno de los primeros multicampeones en la historia del fútbol.
Con la selección argentina obtuvo dos Copas América en 1941 y 1947, siendo también máximo goleador y mejor jugador de dicha competición.
En 1980 fue galardonado post mortem con el Premio Konex de Platino, que lo distinguía como el mejor jugador en la historia del fútbol argentino.

## Biografía y trayectoria como jugador

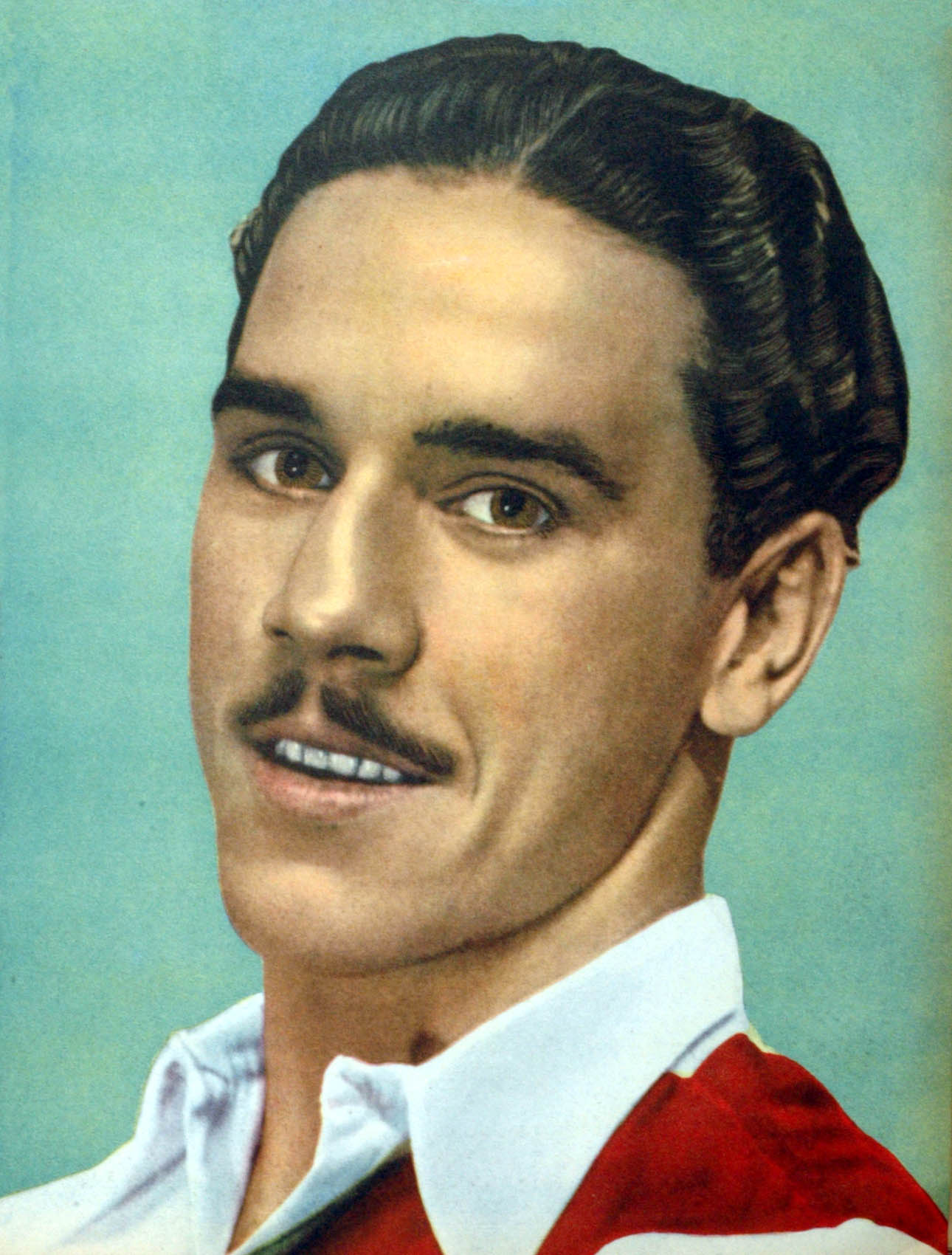
José Manuel Moreno en sus inicios en River Plate

Nacido el 3 de agosto de 1916, hijo de doña Malvina y don José, un modesto agente de policía, fue el único hijo varón de la familia, rodeado de tres hermanas mayores. Moreno pateó el balón por primera vez en el barrio de La Boca, cerca de su casa, donde se enamoró rápidamente del club Boca Juniors. Sin embargo, el club Xeneize le cerró las puertas tras una prueba y el Charro, aún pequeño y soñador, se marchó indignado prometiendo revancha. Años más tarde brillaría con la camiseta de River Plate. Cuenta José Manuel Moreno que "una mañana el viejo me compró un par de alpargatas, fui al potrero y le pegué tanto a la pelota que al medio día las alpargatas quedaron desflecadas, rotas, con bigotes".
Dueño de una personalidad exuberante dentro y fuera de la cancha, que lo hizo ser apodado Fanfa (por fanfarrón), su carisma  alcanzaba a las mujeres, el baile y la bohemia, siendo asiduo concurrente a locales nocturnos y fanático del tango. “Es el mejor entrenamiento”, aseguraba, agregando: “Llevás el ritmo, lo cambiás en un instante, manejás todos los perfiles y hacés trabajo de cintura y de piernas”. A pesar de su gusto por la bohemia, nunca dejó de responder en el campo y a punta de goles consagrarse en su querido River. 

### La Máquina

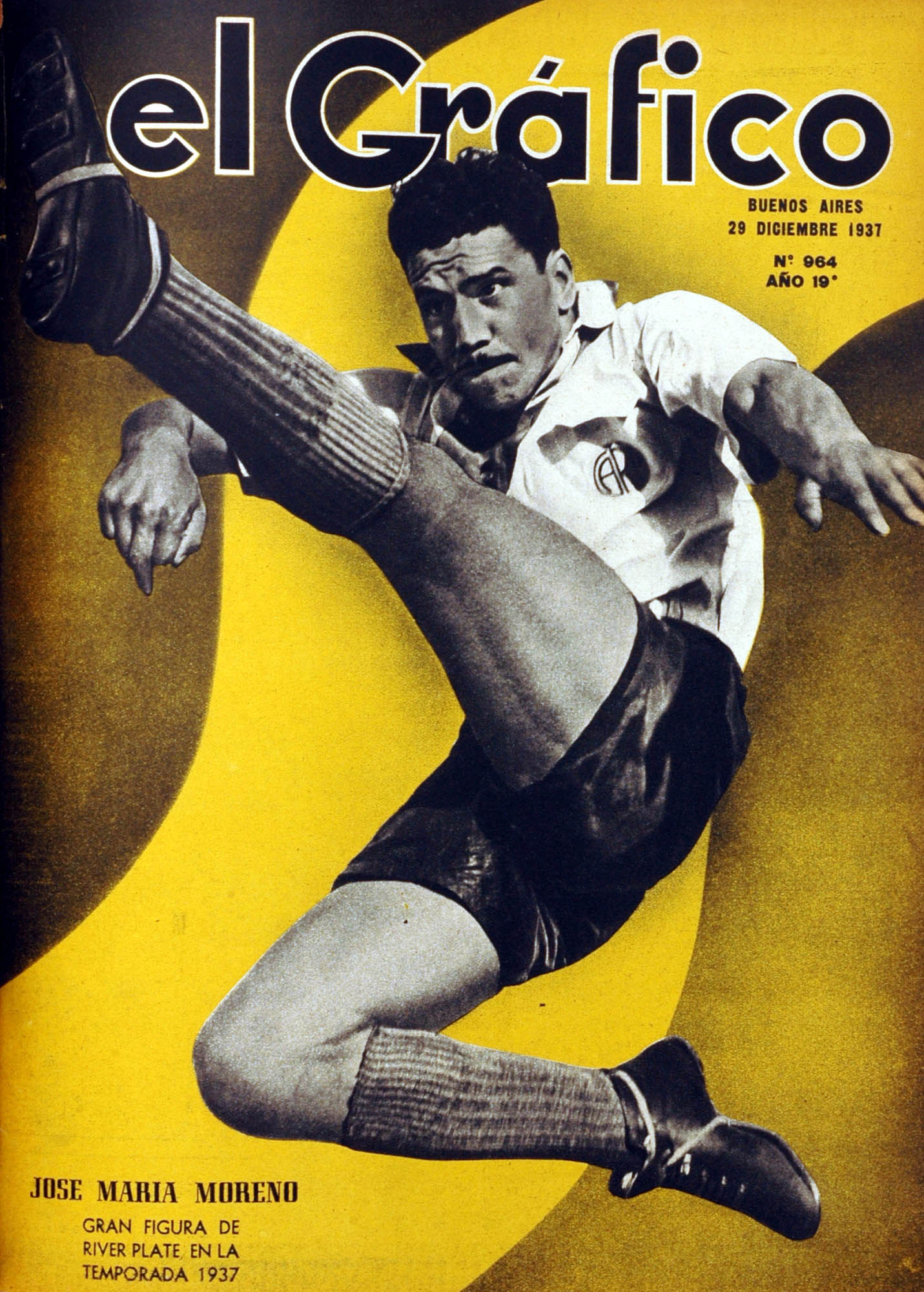
Moreno en la tapa de El Gráfico, 1937.

Asomó en River Plate en una gira que realizó el equipo en 1934, con solo 18 años. Se afirmó como titular en 1936 junto a Adolfo Pedernera, ambos en posiciones extrañas a aquellas por las que quedaron en la historia. Formaban el ala izquierda de un formidable ataque millonario que integraban con Carlos Peucelle (puntero derecho), Renato Cesarini (entreala derecho) y Bernabé Ferreyra (centrodelantero). Permaneció en River Plate 9 temporadas y ganó los campeonatos argentinos de 1936 (la Copa Campeonato más la Copa de Oro), 1937, 1941, 1942 y 1947. En el plano internacional, con River ganó la Copa Aldao en 4 ocasiones: 1936, 1937, 1941 y 1947.

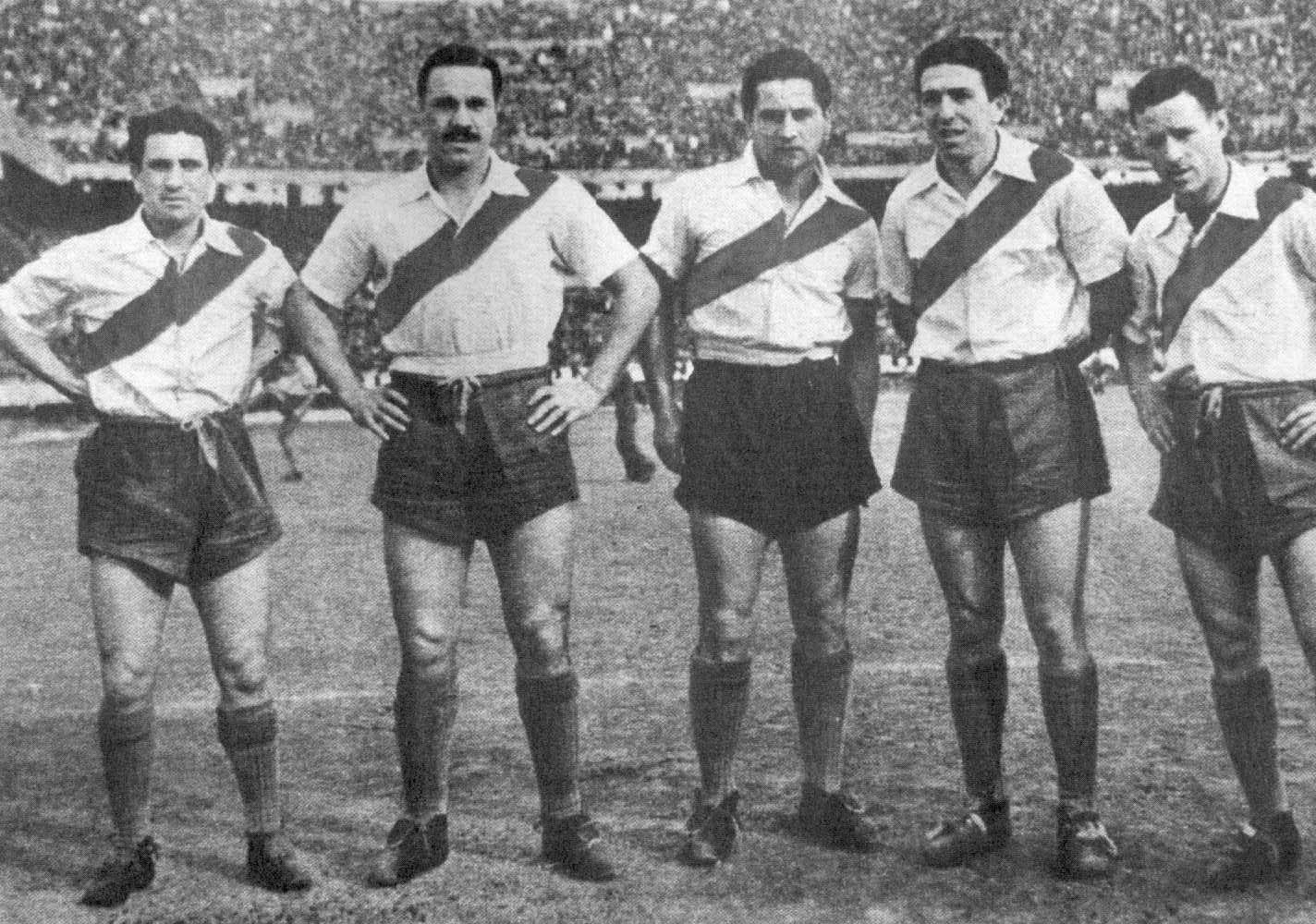
Juan C. Muñoz, José M. Moreno, Adolfo Pedernera, Ángel Labruna y Félix Loustau.

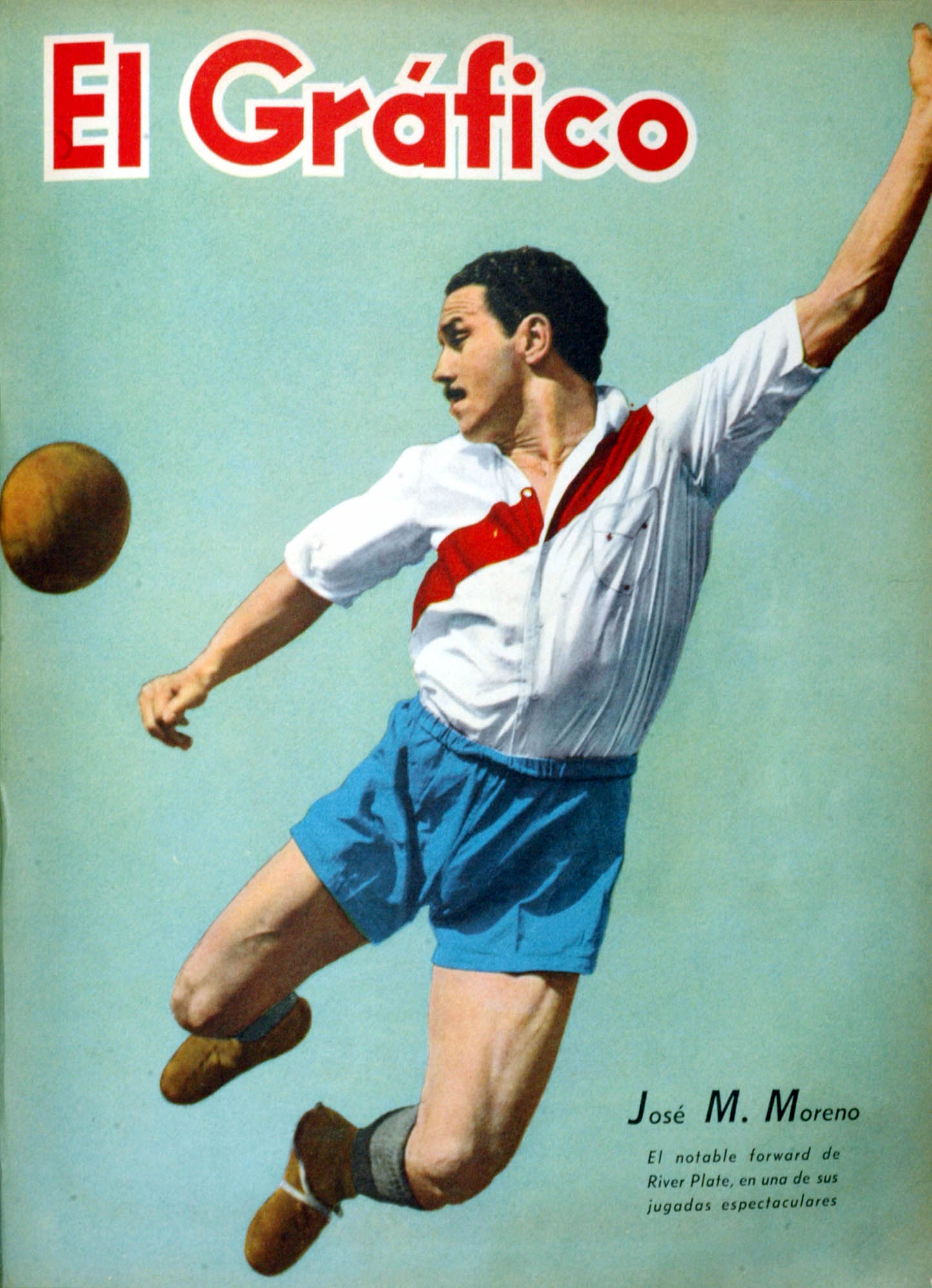
José M. Moreno en 1941

Ese equipo de River Plate, conocido como "La Máquina", nació bajo el talento táctico de Carlos Peucelle, quien diseñó un equipo en el que todos defendían y todos atacaban. Moreno se destacó por su capacidad táctica y estratégica, por su juego de cabeza y su capacidad goleadora. La delantera la formaban Muñoz, Moreno, Pedernera, Labruna y Loustau. La famosa delantera jugó junta solo 18 partidos (también fueron delanteros habituales en esa era Aristóbulo Deambrossi y Carlos Peucelle) entre 1941 y 1945, los cuales fueron suficientes para quedar inscriptos en un lugar de honor en la historia del fútbol argentino. Moreno era el más popular de los cinco, y en una época donde el fútbol argentino era el mejor del mundo y su liga pasaba por una época dorada.
En la máquina de River, José Manuel Moreno alcanzó la dimensión de jugador total: su función era la de enganchar el ataque a la defensa a través de su gran desligue, conducción de buen pie y dinámica. En palabras de Adolfo Pedernera: "Nosotros hacíamos un WM con Rodolfi, Ramos, Moreno y yo en los cuatro vértices de lo que se llama el cuadrado mágico". Juan Carlos Muñoz agrega: "Eran muy importantes la paredes de Moreno y Pedernera desde la mitad de la cancha hacia adelante, limpiaban el camino y facilitaban la llegada. El diario Marca agrega: "Muñoz y Pedernera eran los iniciadores, Moreno y Loustau en el papel de asistentes y Labruna como referente goleador". El Gráfico añade: "José Manuel Moreno era un tiempista, el que más se retrasaba del quinteto para abastecer a sus compañeros desde el comienzo mismo de la jugada". El periodista Chomsky termina explicando: "Me contaron que en River Plate al joven Di Stéfano lo hacían jugar Moreno y Pedernera. Cuando fue a préstamo a Huracán, lo alimentó el "Tucho" Méndez. Y en Millonarios de Colombia, de nuevo Pedernera, ahora con Antonio Báez. Cuando llegó a Real Madrid, Di Stéfano empezó a jugar como Moreno y entonces se transformó en el rey de Europa".

### Periplo posterior
El éxito de José Manuel Moreno no termina solamente en River Plate. En 1944, en medio de problemas con su contrato y una huelga de futbolistas, partió a México para integrar el Club España de aquel país. Allí jugó con Isidro Lángara, ganó el campeonato de 1946 y tuvo un éxito notable, lo que le significó que a su regreso se le diera el mote de "Charro". En México se hizo muy amigo de Luis De la Fuente y Hoyos, conocido como el "Pirata".
Se reincorporó a River en 1946. A su vuelta se vivió una jornada de fiesta popular que excedió los límites de la hinchada de River, en un partido que se jugó en la cancha del Club Ferro. Las tribunas de madera con capacidad para 35 mil personas se vio desbordada (hubo más de 45.000 espectadores) y el alambrado cedió. Esa tarde Moreno hizo 3 goles que le sirvieron a River para ganar 5-1.
Campeón otra vez en 1947, ya con Alfredo Di Stéfano como centrodelantero, volvió a emigrar tras la huelga de jugadores de 1948. Estuvo casado con la actriz argentina Pola Alonso.

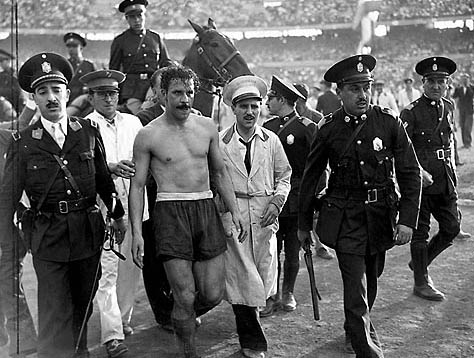
Moreno en 1947, después de un partido entre River Plate e Independiente.

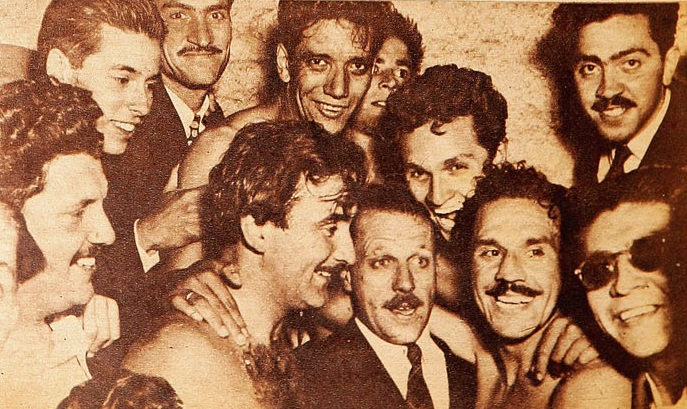
Festejando el título con Universidad Católica, junto a Sergio Livingstone y otros jugadores.

En 1949 se fue a Chile, deslumbrando en la Universidad Católica donde fue campeón además de lograr el primer título profesional de aquella institución. Aún hoy es considerado el mejor futbolista argentino que jugó en tierras chilenas.
Sergio Livingstone, su compañero de habitación en las concentraciones del club Universidad Católica, relató una anécdota de Moreno en su paso por México, donde heredó el nombre de Charro: “Una noche discutió por una vedette con un parroquiano en un cabaret y salió a la calle a pelear. Le advirtieron que se trataba de un boxeador profesional, Kid Azteca (Luis Villanueva), y Moreno no se inmutó. '¿Y qué pasó?', le pregunté. 'Nos fuimos una y una'”.
En el ocaso de su carrera, volvió a la Argentina para jugar en Boca Juniors. De pequeño había realizado una prueba para fichar en el club, pero había sido rechazado. En 1950, ya como una figura consagrada, integró un sólido equipo formando la delantera con González, Moreno, Ferraro, Campana y Busico. Ese equipo de Boca Juniors fue subcampeón del torneo argentino. En 1951 fue otra vez a Chile y luego al Club Atlético Defensor de Montevideo. Hizo una nueva escala en Buenos Aires para jugar 15 partidos en Ferro Carril Oeste, donde convirtió un único gol y cinco asistencias. Esa llegada al club de Caballito obedeció a "razones políticas", según el propio Moreno reconocería más tarde en una entrevista periodística.
Luego pasó al Independiente Medellín, donde su último partido lo jugó en 1961, a los 44 años, para el equipo colombiano -que también dirigía-, en un amistoso ante Boca Juniors: ganaron 5 a 2 con dos goles suyos. Cinco minutos antes de finalizar el partido, sin anticipar ni avisar nada, levantó los brazos, saludó al público y se fue. Era el fin de la carrera de un grande de todos los tiempos.
Pese a lo poco que se cuidó, Moreno consiguió que su carrera fuese de las más largas del fútbol argentino. En 1980 la Fundación Konex le otorgó el Premio Konex de Platino como el mejor futbolista de la historia hasta ese momento.
Moreno vivió sus últimos años en la localidad de Merlo y dirigió al Deportivo Merlo en la divisional C en 1977 y 1978. Tras su muerte, el 26 de agosto de 1978, el estadio fue bautizado con su nombre y el equipo comenzó a conocerse como «Los Charros».

## Selección de Argentina
A poco tiempo de su debut fue convocado a la selección de fútbol de Argentina. En esta selección, jugando de entreala izquierdo, formó una pareja de inolvidable calidad y jerarquía con Enrique García.
Moreno integró el notable combinado argentino de los años 1940 que conquistó dos Campeonatos Sudamericanos: fue parte del equipo en 1941 y 1947, siendo elegido como el mejor jugador del torneo en esta última edición. Es también uno de los máximos goleadores en la historia del certamen con trece goles, compartiendo distinción con Gabriel Batistuta, Jair Rosa Pinto, Ademir y Héctor Scarone.
Sin embargo, jamás pudo disputar un Mundial, por la Segunda Guerra Mundial y por la negativa del gobierno argentino a participar en Francia 1938 y Brasil 1950.

## Jugador total
José Manuel Moreno inventó la posición del “jugador total”, esa misma que luego le haría decir a Di Stéfano que todo lo que él hacía en el Real Madrid (agarrar la pelota en su área y llevarla hasta el arco de enfrente y allí asistir o fusilar) ya lo había hecho el “Charro” en River. Nominalmente jugaba de insider derecho o izquierdo, lo que hoy se conoce como mediocampista ofensivo. Figura convocante para la gente, líder y carismático, fue un jugador de notables condiciones técnicas, habilidoso, creador, ingenioso, con capacidad de definición y cabeceador formidable, se adaptaba a cualquier sistema con ductilidad, además de impactar con su estado físico. Otras referencias dicen: "En aquel célebre equipo de River", según recordaría Alfredo Di Stéfano -que jugó con Moreno en River en 1947-, el gran bohemio del fútbol del '40 "agarraba la pelota en su área, la llevaba hasta el arco de enfrente y allí asistía o fusilaba al arquero". Con más de 20 años de carrera profesional, anotó 227 goles en 494 partidos de Liga.

## Carrera como director técnico

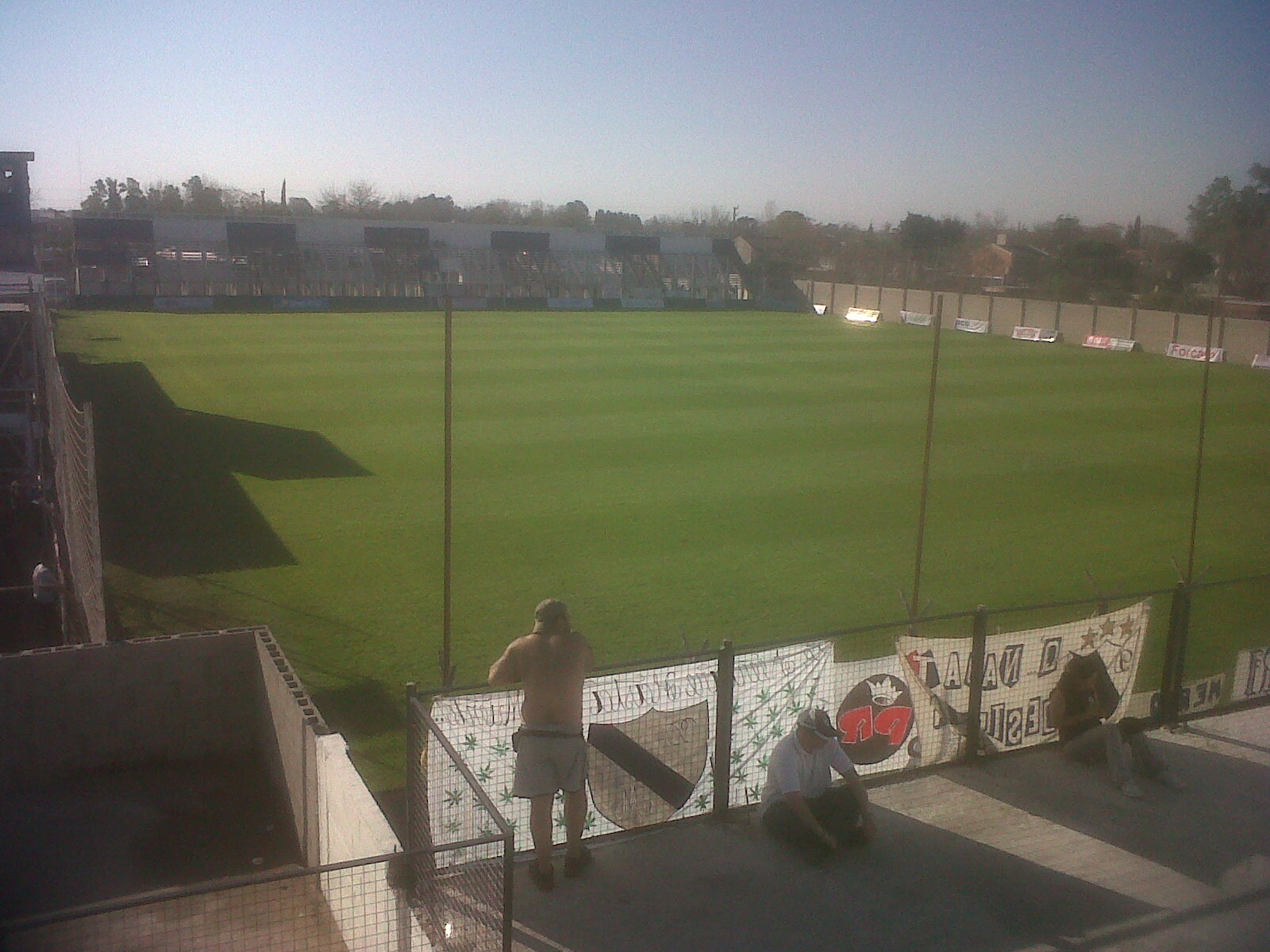
Vista del estadio José Manuel Moreno.

Dirigió al Deportivo Merlo en la divisional C desde finales de 1976 hasta su deceso en 1978. A modo de homenaje, el estadio lleva su nombre.
Previamente, dirigió a All Boys. En 1958, junto a Bernardo Gandulla, dirigió su primer equipo, Boca Juniors. Ese año el equipo de Boca Juniors fue subcampeón del torneo de primera división con la delantera más goleadora.
También dirigió al Colo-Colo de Chile durante seis meses, entre 1962 y 1963. Luego, en 1964, dirigiría a River Plate.

## Estadísticas

### Como jugador

#### En clubes
| Club                               | Div.          | Temporada     | Liga  | Liga  | Copas(1)     | Copas(1)     | Internacional(2) | Internacional(2) | Total(3) | Total(3) | Media goleadora |
| Club                               | Div.          | Temporada     | Part. | Goles | Part.        | Goles        | Part.            | Goles            | Part.    | Goles    | Media goleadora |
| ---------------------------------- | ------------- | ------------- | ----- | ----- | ------------ | ------------ | ---------------- | ---------------- | -------- | -------- | --------------- |
| C. A. River Plate Argentina        | 1.ª           | 1935          | 20    | 6     | Inexistentes | Inexistentes | Inexistentes     | Inexistentes     | 20       | 6        | 0,30            |
| C. A. River Plate Argentina        | 1.ª           | 1936          | 33    | 23    | Inexistentes | Inexistentes | 1                | 0                | 34       | 23       | 0,68            |
| C. A. River Plate Argentina        | 1.ª           | 1937          | 32    | 31    | 1            | 1            | 1                | 1                | 34       | 33       | 0,97            |
| C. A. River Plate Argentina        | 1.ª           | 1938          | 31    | 24    | Inexistentes | Inexistentes | Inexistentes     | Inexistentes     | 31       | 24       | 0,77            |
| C. A. River Plate Argentina        | 1.ª           | 1939          | 24    | 21    | 2            | 0            | Inexistentes     | Inexistentes     | 26       | 21       | 0,81            |
| C. A. River Plate Argentina        | 1.ª           | 1940          | 33    | 16    | Inexistentes | Inexistentes | Inexistentes     | Inexistentes     | 33       | 16       | 0,48            |
| C. A. River Plate Argentina        | 1.ª           | 1941          | 29    | 14    | 1            | 0            | 2                | 0                | 32       | 14       | 0,44            |
| C. A. River Plate Argentina        | 1.ª           | 1942          | 28    | 10    | 3            | 1            | 1                | 0                | 32       | 11       | 0,34            |
| C. A. River Plate Argentina        | 1.ª           | 1943          | 22    | 6     | 1            | 1            | Inexistentes     | Inexistentes     | 23       | 7        | 0,30            |
| C. A. River Plate Argentina        | 1.ª           | 1944          | 6     | 4     | Inexistentes | Inexistentes | Inexistentes     | Inexistentes     | 6        | 4        | 0,67            |
| C. A. River Plate Argentina        | Subtotal      | Subtotal      | 258   | 155   | 8            | 3            | 5                | 1                | 271      | 159      | 0,59            |
| R. C. España · México              | 1.ª           | 1944-45       | 21    | 10    | Inexistentes | Inexistentes | Inexistentes     | Inexistentes     | 21       | 10       | 0,48            |
| R. C. España · México              | 1.ª           | 1945-46       | 20    | 4     | Inexistentes | Inexistentes | Inexistentes     | Inexistentes     | 20       | 4        | 0,20            |
| R. C. España · México              | Total club    | Total club    | 41    | 14    | -            | -            | -                | -                | 41       | 14       | 0,34            |
| C. A. River Plate Argentina        | 1.ª           | 1946          | 13    | 8     | 1            | 0            | Inexistentes     | Inexistentes     | 14       | 8        | 0,57            |
| C. A. River Plate Argentina        | 1.ª           | 1947          | 28    | 10    | 1            | 0            | 2                | 0                | 31       | 10       | 0,32            |
| C. A. River Plate Argentina        | 1.ª           | 1948          | 23    | 6     | 1            | 0            | Inexistentes     | Inexistentes     | 24       | 6        | 0,25            |
| C. A. River Plate Argentina        | Subtotal      | Subtotal      | 64    | 24    | 3            | 0            | 2                | 0                | 69       | 24       | 0,35            |
| C. A. River Plate Argentina        | Total club    | Total club    | 322   | 179   | 11           | 3            | 7                | 1                | 340      | 183      | 0,54            |
| C. D. Universidad Católica Chile   | 1.ª           | 1949          | 22    | 8     | Inexistentes | Inexistentes | Inexistentes     | Inexistentes     | 22       | 8        | 0,36            |
| C. A. Boca Juniors Argentina       | 1.ª           | 1950          | 23    | 7     | Inexistentes | Inexistentes | Inexistentes     | Inexistentes     | 23       | 7        | 0,30            |
| C. D. Universidad Católica Chile   | 1.ª           | 1951          | 12    | 2     | Inexistentes | Inexistentes | Inexistentes     | Inexistentes     | 12       | 2        | 0,17            |
| C. D. Universidad Católica Chile   | Total club    | Total club    | 34    | 10    | -            | -            | -                | -                | 34       | 10       | 0,29            |
| Defensor S. C. Uruguay             | 1.ª           | 1952          | 14    | 3     | Inexistentes | Inexistentes | Inexistentes     | Inexistentes     | 14       | 3        | 0,21            |
| C. Ferro Carril Oeste Argentina    | 1.ª           | 1953          | 15    | 1     | Inexistentes | Inexistentes | Inexistentes     | Inexistentes     | 15       | 1        | 0,07            |
| D. Independiente Medellín Colombia | 1.ª           | 1954          | 12    | 3     | Inexistentes | Inexistentes | Inexistentes     | Inexistentes     | 12       | 3        | 0,25            |
| D. Independiente Medellín Colombia | 1.ª           | 1955          | 15    | 3     | Inexistentes | Inexistentes | Inexistentes     | Inexistentes     | 15       | 3        | 0,20            |
| D. Independiente Medellín Colombia | 1.ª           | 1956          | 15    | 6     | Inexistentes | Inexistentes | Inexistentes     | Inexistentes     | 15       | 6        | 0,40            |
| D. Independiente Medellín Colombia | 1.ª           | 1960          | 2     | 0     | Inexistentes | Inexistentes | Inexistentes     | Inexistentes     | 2        | 0        | 0,00            |
| D. Independiente Medellín Colombia | 1.ª           | 1961          | 1     | 1     | Inexistentes | Inexistentes | Inexistentes     | Inexistentes     | 1        | 1        | 1,00            |
| D. Independiente Medellín Colombia | Total club    | Total club    | 45    | 13    | -            | -            | -                | -                | 45       | 13       | 0,29            |
| Total carrera                      | Total carrera | Total carrera | 494   | 227   | 11           | 3            | 7                | 1                | 512      | 231      | 0,45            |

#### En selección
| Selección | Periodo   | Partidos | Goles | Promedio |
| --------- | --------- | -------- | ----- | -------- |
| Argentina | 1936-1950 | 34       | 19    | 0.56     |

#### Resumen estadístico
| Competición            | Partidos | Goles | Promedio |
| ---------------------- | -------- | ----- | -------- |
| Liga                   | 494      | 227   | 0,46     |
| Copas nacionales       | 11       | 3     | 0,27     |
| Copas internacionales  | 7        | 1     | 0,14     |
| Selección de Argentina | 34       | 19    | 0,56     |
| Total en su carrera    | 546      | 250   | 0,46     |

## Palmarés

### Como jugador

#### Campeonatos nacionales
| Título           | Equipo                 | País      | Año      |
| ---------------- | ---------------------- | --------- | -------- |
| Primera División | River Plate            | Argentina | CC-1936  |
| Primera División | River Plate            | Argentina | CdO-1936 |
| Primera División | River Plate            | Argentina | 1937     |
| Primera División | River Plate            | Argentina | 1941     |
| Primera División | River Plate            | Argentina | 1942     |
| Primera División | Club España            | México    | 1945     |
| Primera División | River Plate            | Argentina | 1947     |
| Primera División | Universidad Católica   | Chile     | 1949     |
| Primera División | Independiente Medellín | Colombia  | 1955     |
| Primera División | Independiente Medellín | Colombia  | 1957     |

#### Copas nacionales
| Título         | Equipo      | País      | Año  |
| -------------- | ----------- | --------- | ---- |
| Copa Ibarguren | River Plate | Argentina | 1937 |
| Copa Escobar   | River Plate | Argentina | 1941 |
| Copa Ibarguren | River Plate | Argentina | 1941 |
| Copa Ibarguren | River Plate | Argentina | 1942 |

#### Copas internacionales
| Título                  | Equipo              | Sede            | Año  |
| ----------------------- | ------------------- | --------------- | ---- |
| Copa Aldao              | River Plate         | Montevideo      | 1936 |
| Copa Aldao              | River Plate         | Buenos Aires    | 1937 |
| Campeonato Sudamericano | Selección argentina | Santiago        | 1941 |
| Copa Aldao              | River Plate         | América del Sur | 1941 |
| Campeonato Sudamericano | Selección argentina | Guayaquil       | 1947 |
| Copa Aldao              | River Plate         | América del Sur | 1947 |

#### Torneos complementarios
| Título                          | Equipo               | País  | Año  |
| ------------------------------- | -------------------- | ----- | ---- |
| Torneo de Consuelo del Apertura | Universidad Católica | Chile | 1949 |

### Distinciones individuales
| Distinción                                                       | Año  |
| ---------------------------------------------------------------- | ---- |
| Máximo goleador de la Copa América (junto a Herminio Masantonio) | 1942 |
| Mejor futbolista de la Copa América                              | 1947 |
| Futbolista del año en Chile                                      | 1949 |
| Premio Konex de Platino                                          | 1980 |
| 5.º mejor jugador sudamericano del siglo XX                      | 2006 |
| 3.º mejor jugador argentino del siglo XX                         | 2006 |